# Leo Østigård
Leo Skiri Østigård (ur. 28 listopada 1999 w Åndalsnes) – norweski piłkarz, występujący na pozycji obrońcy w niemieckim klubie TSG 1899 Hoffenheim, do którego jest wypożyczony z Stade Rennais raz w reprezentacji Norwegii. 
Wychowanek Molde, w trakcie swojej kariery grał także w takich zespołach, jak Viking, Brighton & Hove Albion, St. Pauli, Coventry City, Stoke City, Genoa oraz SSC Napoli.